# Zandbaars
De zandbaars (Diplectrum formosum) is een  straalvinnige vissensoort uit de familie van de  zaag- en zeebaarzen (Serranidae). De wetenschappelijke naam van de soort werd gepubliceerd in 1766 door Linnaeus.